# Dolenje Otave
Dolenje Otave so naselje v Občini Cerknica.

## Prebivalstvo
Etnična sestava 1991:
- Slovenci: 33 (97,1 %)
- Hrvati: 1 (2,9 %)